# 2003年飓风凯特
飓风凯特（英語：Hurricane Kate）是2003年大西洋飓风季持续时间第二长的热带气旋，也是该季第11场热带风暴、第5场飓风和第3场大型飓风，源于9月25日热带大西洋中部的一股东风波。系统的行进路线很不寻常，先后四次大幅转向。风暴向西北方向前进，但受副热带高压脊出现薄弱环节的影响转向东进。凯特增强成飓风，并在围绕中层低气压移动期间突然向西大幅转向，于10月4日强化成风力时速205公里的大型飓风。风暴之后又围绕反气旋边缘急剧向北转向并逐渐减弱，在从纽芬兰岛以东经过期间转变成温带气旋。这场温带风暴又持续了3天，最终在斯堪的纳维亚附近失去踪影。
这场飓风对陆地的影响很小，仅限于给纽芬兰岛带去的暴雨和中等强度大风。凯特一度对加拿大大西洋省份构成威胁，飓风胡安在仅一周前曾对该国新斯科舍构成重创。

## 气象历史
9月21日，一股东风波离开非洲西海岸缓慢向西移动，于9月23日經過佛得角群岛附近。虽然东风波的组织结构混乱，但还是于9月24日在佛得角西南方向数百英里外发展出下层环流。系统稳步发展，周围有对流发展成弧形雨带。9月25日，系统中虽然还没有形成层次分明的中心，但已经有相当清晰的组织结构，美国国家飓风中心将位于佛得角群岛西南偏西方向约1480公里海域的气旋归类为第十六号热带低气压。
受副热带高压脊薄弱环节的影响，低气压向西北方向移动。美国国家飓风中心此前曾预计气旋会稳步增强，风速在48小时内达到每小时95公里，但由于受到强烈的西南偏南向风切变影响，系统强度无法提升。风切变持续走强，美国国家飓风中心于是预测系统会保持在热带低气压强度直至9月30日，但气旋实际上却在9月27日强化成热带风暴并获名“凯特”（Kate），同时中心附近的深层对流也有所增长。凯特转向北上，之后又转朝东北方向移动，虽然受到时速达55公里的风切变影响，但风暴仍在增强。9月29日清晨，系统中发展出带状风眼，并于当晚在亚速尔群岛西南方向约1055公里洋面升级成飓风。
凯特在飓风强度下保持了约12小时，然后减缓前进速度向北移动并减弱成热带风暴。气旋接下来在围绕中层环流东侧移动时突然向西南偏西大幅转向，然后因进入的海域水温逐渐升高、垂直风切变也不断减少而在10月1日重拾飓风强度。由于受到北面的反气旋和南面的气旋式环流影响，飓风继续在北纬30°的亚热带洋面上向西南偏西方向前进，于10月2日发展出层次分明的风眼。次日，凯特达到大型飓风标准，再于10月4日在百慕大以东约1050公里海域达到风力时速205公里的最高强度。

飓风凯特的卫星图像

达到最高强度后不久，中心密集云层的西部开始消退，飓风也开始减弱。10月5日，风暴的强度已低于大型飓风标准。凯特因围绕强劲反气旋的西部边缘移动而大幅向北转向，同时行进速度也有放缓。系统转向东北偏北并缓慢减弱，其风眼偶尔会在卫星图像上重现。到了10月7日，凯特因行经海域水温降低而减弱成热带风暴。气旋加速向东北移动，从纽芬兰岛以东约420公里洋面经过后由于冷空气云层侵入风暴中心而转变成温带气旋。系统这时仍然强劲，10月8日，凯特转变成的温带风暴从格陵兰以南掠过，其风速达到每小时140公里。接下来风暴又转向东进，从冰岛以南近海经过，最终于10月10日与斯堪的纳维亚附近的另一场温带风暴融合。

## 防灾措施和影响
飓风凯特在飓风胡安袭击新斯科舍仅一周后来袭，纽芬兰与拉布拉多紧急措施组织呼吁广大市民对风暴可能带来的影响——包括狂风和多至80毫米的降水——做好准备，如固定松散物体，清理排水渠的杂物，购买应对飓风的相应物品，给手机充好电并准备电池以应对停电情况等。一艘原计划在圣约翰斯停靠的游轮改变航线绕过纽芬兰以避开风暴。纽芬兰和海洋省份气象中心向纽芬兰岛发布风暴警告，加拿大飓风中心发布飓风强度狂风警报。加拿大飓风中心还预料凯特和和另一冷锋的湿气会产生大量降水，因此向纽芬兰省东南部发布暴雨警报。由于预计海上会出现高达10米的狂浪，该中心还发布了海上狂风警报。
9月28日至10月7日间，有33艘船只报告遭遇与凯特有关的时速超过65公里大风，不过这些情况都发生在风暴转变成温带气旋期间。所有报告中风速最高的为每小时95公里，气压最低的则是989毫巴（百帕）。凯特与北面的高气压区相互影响，给北卡罗莱纳州和新英格兰沿海带去约1米高的海浪。气旋的最强风力始终远离陆地，不过其大规模环流在开普雷斯（Cape Race）和纽芬兰产生的持续风速达到每小时65公里。风暴还给阿瓦隆半岛半部沿海带去强烈的海浪和潮汐，浪高达到3至4米。凯特与一基本停止移动的锋面系统产生的水分结合，产生中等程度降水，纽芬兰省东南部部分地区的降雨量超过100毫米。圣约翰斯在10月6日记录下45毫米降水，创下当地在每年这一天中降雨量的新纪录。由于当地之前几周持续干旱，降水很快就由土地吸收，没有引发严重洪灾。凯特的温带天气系统残留之后还给苏格兰北部带去时速约110公里的狂风。总体而言，没有出现任何报道表明凯特有造成人员伤亡或财产损失。